# Chefren
Chefren was de vierde koning (farao) van de 4e dynastie. De farao is ook wel bekend onder andere namen Chafra, Chafre en Suphis. De naam betekent "kroon van Re".

## Biografie
Het is niet bekend wanneer de regering van Chefren begon; sommige auteurs menen dat hij tussen 2558 en 2532 v.Chr. regeerde. De Turijnse koningslijst is onduidelijk en Manetho houdt het op 66 jaar. De meeste geleerden geloven dat zijn regeerperiode tussen zijn 24ste en 26ste levensjaar lag, wat gebaseerd is op een inscriptie van prins Nekure die op de wanden van zijn tombe staat.
Er is bekend dat Chefren getrouwd was met Meresanch III, een nicht van hem.
Chefren bouwde de tweede, en op een na grootste, piramide in Gizeh en een tempelterrein. Ook de bouw van de Sfinx van Gizeh wordt door veel Egyptologen aan hem toegeschreven. Er zijn ook nog overblijfselen van de tempel, met twee standbeelden van de koning. Deze werd ontdekt door Auguste Mariette. Het schijnt dat er tijdens Chefrens regering weinig bijzonders gebeurd is.
Chefren is de zoon van Cheops (Choefoe), die de grootste van de drie piramiden in Gizeh bouwde. De zoon van Chefren, Menkaoera (Mykerinos), heeft de derde van de drie piramiden gebouwd.

## Bouwwerken

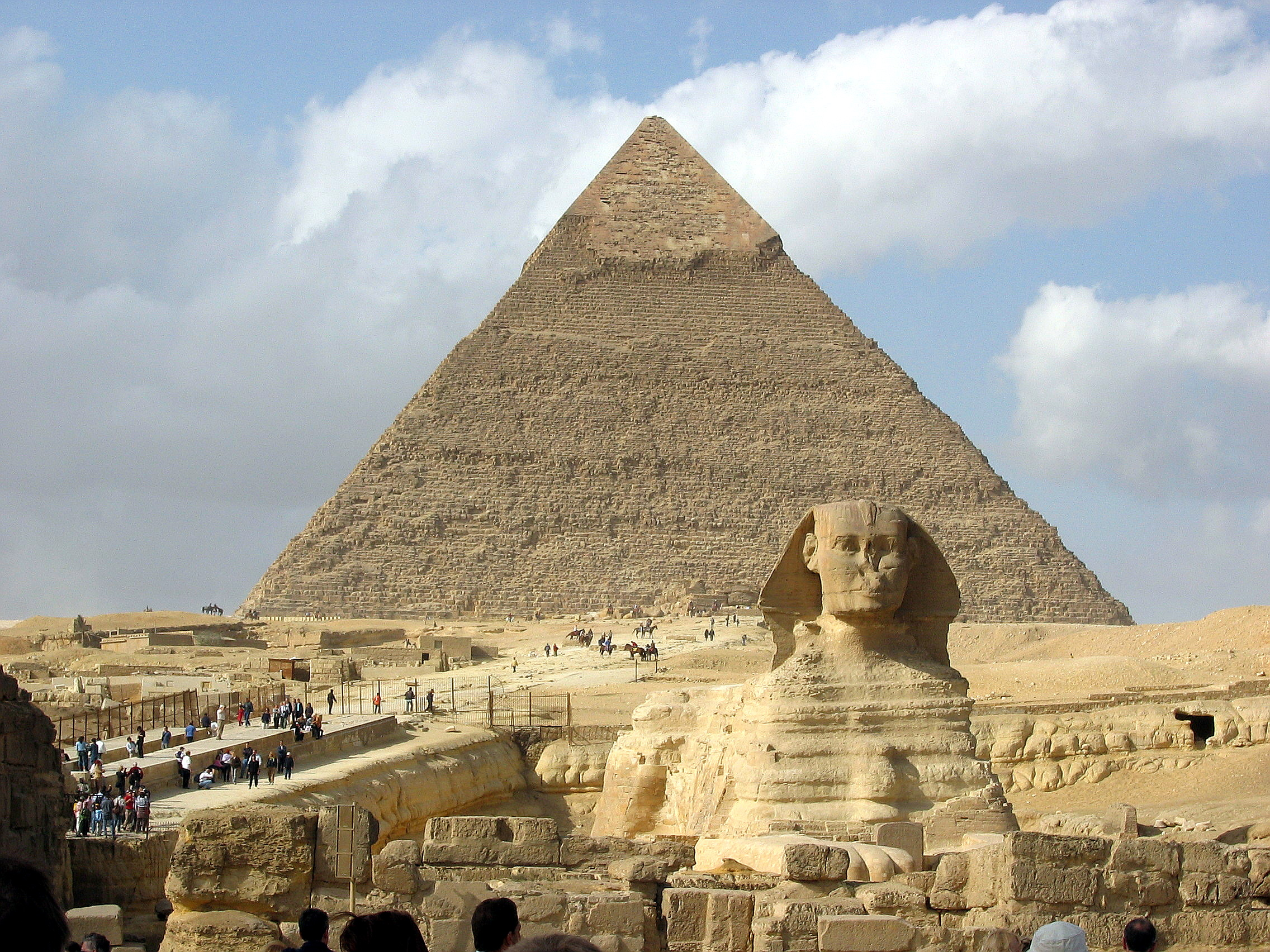
Piramide van Chefren
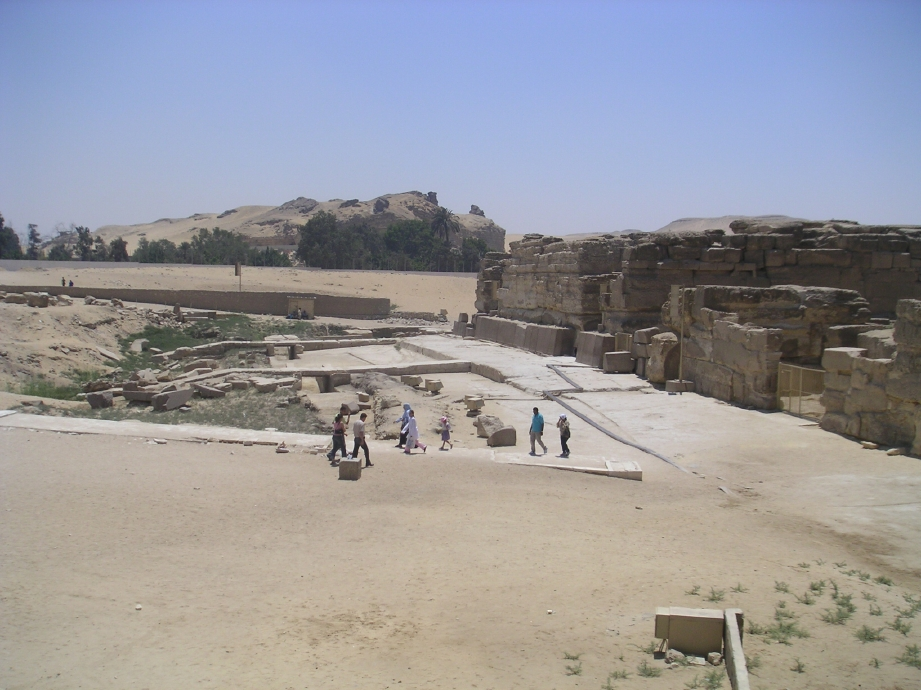
De dodentempel

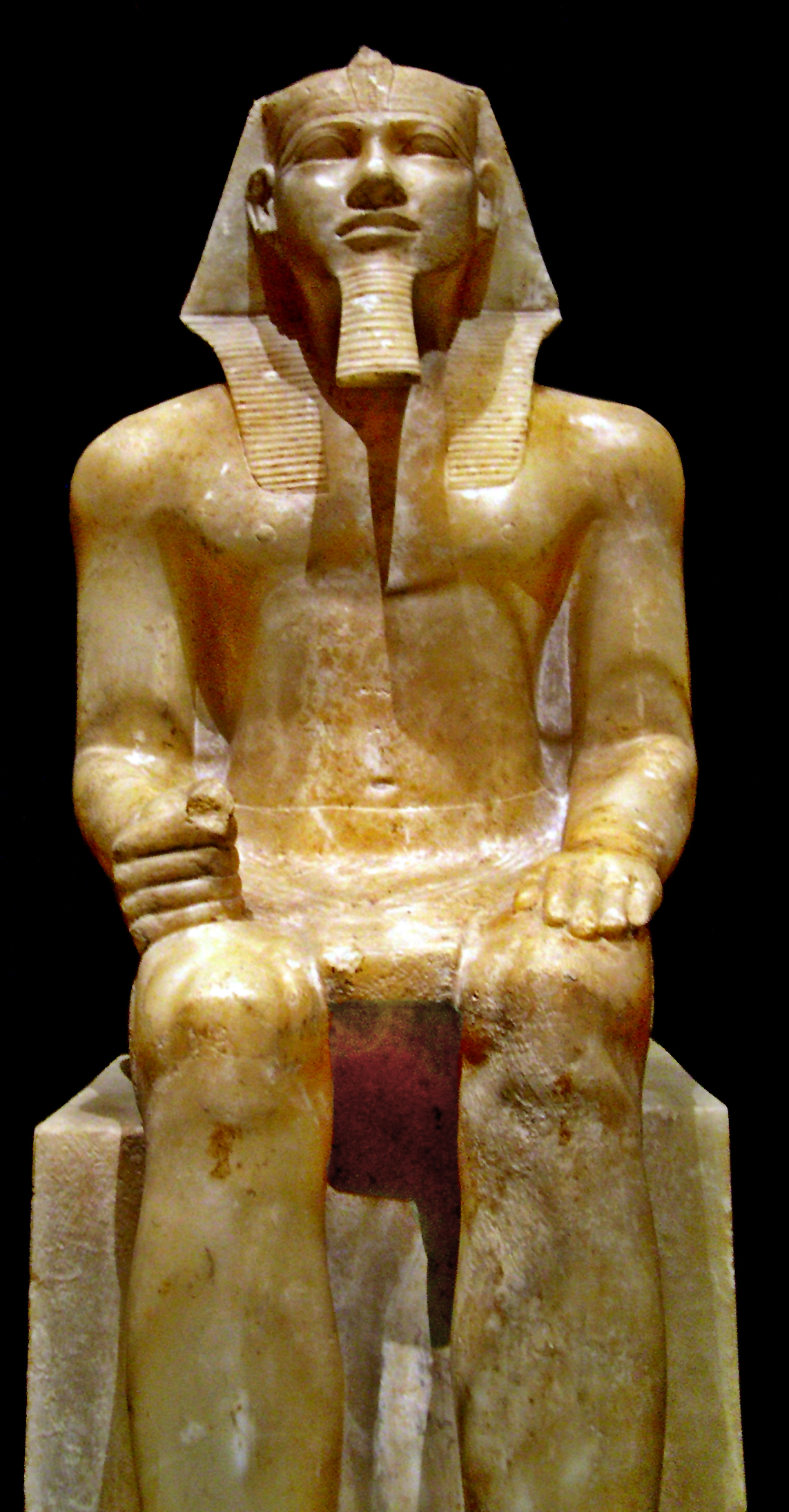
Beeld van Chefren, Egyptisch Museum, vindplaats Mit Rahina
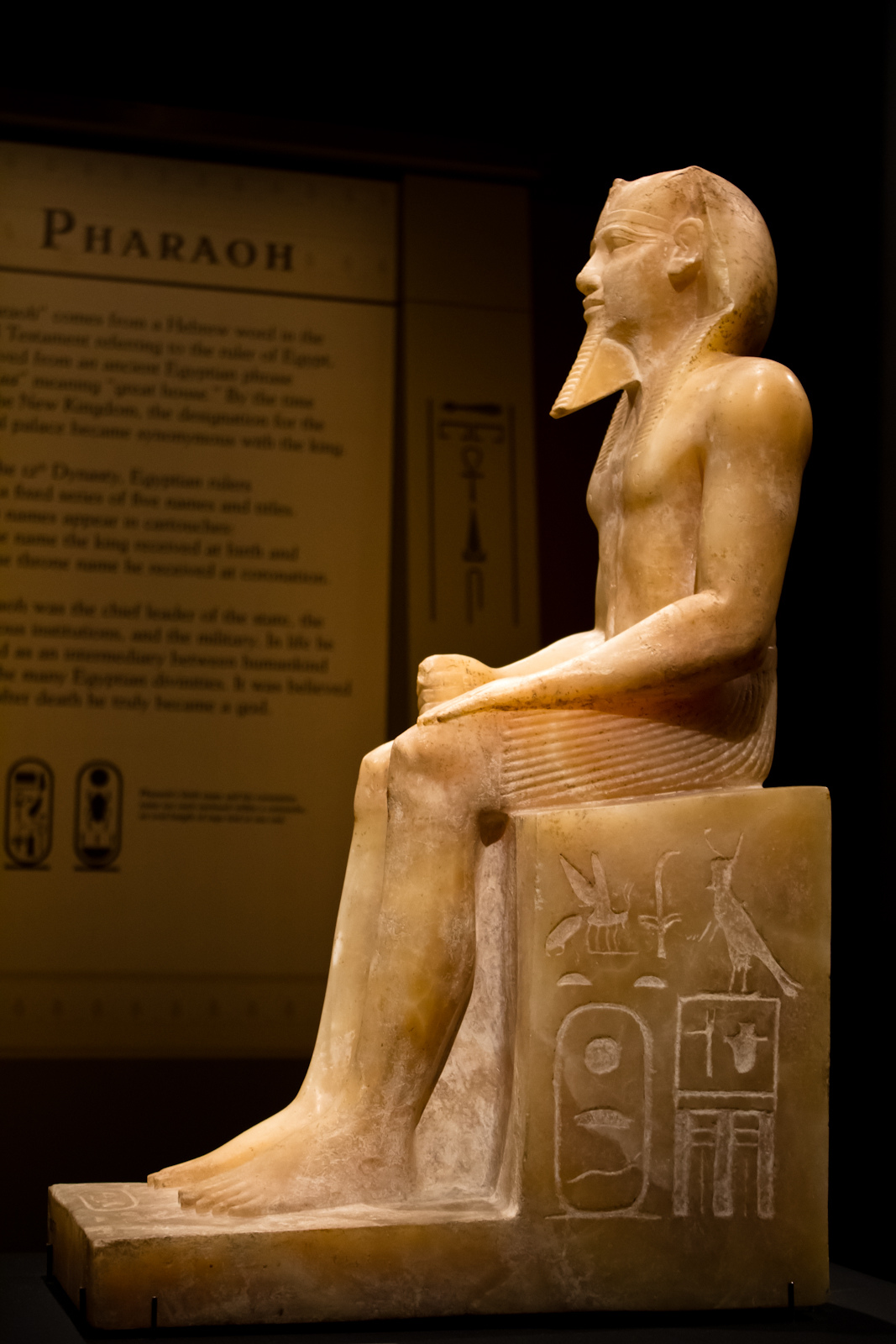
Beeld van Chefren in zijaanzicht